# Zespół Potockiej-Lupskiego
Zespół Potockiej-Lupskiego (ang. Potocki-Lupski syndrome, PTLS) – genetycznie uwarunkowany, rzadki zespół wad wrodzonych. 
Opisany po raz pierwszy w 1996 roku, jest pierwszym zespołem spowodowanym przez chromosomowe mikroduplikacje na krótkim ramieniu ludzkiego chromosomu 17 (17p11.2. Zespół Potockiej-Lupskiego należy do zespołów genów przyległych.

## Etiopatogeneza
- mikroduplikacje regionu 17p11.2 (chromosom 17)

## Objawy
- we wczesnym dzieciństwie
  - niska masa urodzeniowa
  - hipotonia
  - zaburzenie rozwoju (masy ciała)
  - zaburzenia odżywiania (zaburzenie ssania, refluks żołądkowo-przełykowy)
  - wady sercowo-naczyniowe (ok. w 40%)
  - cechy dysmorficzne są niecharakterystyczne (m.in.: trójkątna twarz, małożuchwie, łagodny hiperteloryzm)
- w późniejszym dzieciństwie
  - zaburzenie i opóźnienie mowy
  - opóźnienie rozwoju psychoruchowego
  - lekka lub umiarkowana niepełnosprawność intelektualna
  - zaburzenia snu
  - zaburzenia w EEG, w części przypadków padaczka
  - zaburzenia neuropsychiatryczne
    - nieprawidłowe zachowanie
    - lęk
    - zespół nadpobudliwości psychoruchowej
    - zaburzenia ze spektrum autyzmu
    - zaburzenie afektywne dwubiegunowe